# 126 Veleda
126 Veleda é um asteroide localizado no cinturão principal. Ele possui uma magnitude absoluta de 9,27 e um diâmetro de 44,79 ± 1,33 km.

## Descoberta e nomeação
126 Veleda foi descoberto no dia 5 de novembro de 1872, pelo astrônomo francês Paul Henry em Paris, França. Foi a primeira descoberta creditada a este astrônomo. Ele e seu irmão Prosper Henry descobriram um total de 14 asteroides. Esse objeto foi nomeado em honra de Veleda, uma sacerdotisa e profeta da tribo germânica Brúcteros.

## Características orbitais
A órbita de 126 Veleda tem uma excentricidade de 0,1053144182392283 e possui um semieixo maior de 2,440312791980216 UA. O seu periélio leva o mesmo a uma distância de 2,183312669971073 UA em relação ao Sol e seu afélio a 2,697312913989359 UA.